# Saison 7 de Mon oncle Charlie
 (mai 2020).
Si vous disposez d'ouvrages ou d'articles de référence ou si vous connaissez des sites web de qualité traitant du thème abordé ici, merci de compléter l'article en donnant les références utiles à sa vérifiabilité et en les liant à la section « Notes et références ».
Chronologie
Saison 6 Saison 8
Cet article présente la septième saison de la série télévisée Mon oncle Charlie.

## Distribution

### Acteurs principaux
- Charlie Sheen (VF : Olivier Destrez) : Charlie Harper
- Jon Cryer (VF : Lionel Tua) : Alan Harper
- Angus T. Jones (VF : Alexandre Nguyen) : Jake Harper
- Marin Hinkle (VF : Élisabeth Fargeot) : Judith Harper
- Conchata Ferrell (VF : Élisabeth Margoni) : Berta
- Holland Taylor (VF : Maaike Jansen) : Evelyn Harper
- Jennifer Taylor (VF : Ariane Deviègue) : Chelsea

### Acteurs récurrents
- Stacy Keach (VF : Jean Barney) Tom (épisodes 13, 16 et 17, 21 et 22)

### Invités
- Emmanuelle Vaugier (VF : Naiké Fauveau) : Mia (épisode 1 et 21)
- Jane Lynch (VF : Danièle Orth) : Dr Linda Freeman (épisode 1)
- Kelly Stables (VF : Sophie Froissard) : Melissa (épisodes 1 et 2, 4)
- Tinashe : Celeste Burnett (épisodes 2 et 11)
- Ryan Stiles (VF : Patrice Dozier) : Dr Herb Melnick (épisode 3 et 12)
- Robert Clotworthy : Annonceur de télévision (épisodes 4 et 10)
- Katy Mixon (VF : Geneviève Doang) : Betsy (épisodes 7, 16 et 21)
- Tricia Helfer (VF : Chantal Baroin) : Gail (épisodes 8 et 18)
- Carl Reiner (VF : Jean-Claude Sachot) : Marty Pepper (épisode 11)
- John Amos (VF : Jean-Paul Pitolin) : Ed (épisode 16 et 17, 21)
- Courtney Thorne-Smith (VF : Véronique Alycia) : Lyndsey Mackelroy (épisodes 19 et 20)
- Graham Patrick Martin (VF : Thomas Sagols) : Eldridge Mackelroy (épisodes 19 et 20)
- Melanie Lynskey (VF : Natacha Muller) : Rose (épisode 21)
- Ming-Na Wen (VF : Yumi Fujimori) : Linda Harris (épisode 21)
- Billy Gibbons : lui-même (épisode 21)
- Dusty Hill : lui-même (épisode 21)
- Frank Beard : lui-même (épisode 21)
- Martin Mull : Russell (épisode 21)
- Rebecca McFarland : Leanne (épisodes 21)

## Liste des épisodes

### Épisode 1:818-jklpuzo
- États-Unis : 21 septembre 2009

- États-Unis : 13,63 millions de téléspectateurs

- Jane Lynch (Dr Linda Freeman)
- Emmanuelle Vaugier (Mia)
- Edward Van Halen (Eddie Van Halen)

Charlie doit choisir entre sa fiancée, Chelsea, et son ancien amour, Mia.

### Episode 2:Émasculés sur trois générations
- États-Unis : 28 septembre 2009

- États-Unis : 13,86 millions de téléspectateurs

- Tinashe (Celeste Burnett)

Les femmes prennent le controle  de la maison lorsque Chelsea convainc Charlie de laisser la petite amie d'Alan, Melissa, d'emménager.

### Episode 3:Mmm, du poisson. Miam
- États-Unis : 5 octobre 2009

- États-Unis : 13,07 millions de téléspectateurs

- Ryan Stiles (Herb)
- Annie Potts (Lenore)
- David Mattey (Lou)

Alan joue la nounou pour le bébé de Judith et la mère éméchée de cette dernière, Lenore. Pendant ce temps, Jake fait du chantage à Charlie à l'aide d'une photo compromettante.

### Episode 4:Testeur de laxatif, inséminateur de chevaux
- États-Unis : 12 octobre 2009

- États-Unis : 14,17 millions de téléspectateurs

- Gerald Brodin (Man)
- Caroline Bielskis (Woman)
- Scoot McShane (Officier de police no 1)
- Peter A. Hulne (Officier de police no 2)
- Robert Clotworthy (Annonceur de télé)

Alan accepte de travailler pour Evelyn tandis que Charlie est obligé d'améliorer les relations tendues entre Chelsea et Jake.

### Episode 5:Dans l'intérêt de l'enfant
- États-Unis : 19 octobre 2009

- États-Unis : 14,07 millions de téléspectateurs

- Paulina Olszynski (Trudy)

Jake refuse de rester avec Charlie et Alan après que ces derniers lui ont fait honte en public.

### Episode 6:Donne-moi ton pouce
- États-Unis : 2 novembre 2009

- États-Unis : 13,51 millions de téléspectateurs

- Steve Hytner (Dr Schenkman)
- Claudia Choi (La nounou)

Charlie met Alan à la porte parce que celui-ci a recommandé à Chelsea d'avoir recours à une réduction mammaire.

### Episode 7:Non-souillé par la saleté
- États-Unis : 9 novembre 2009

- États-Unis : 14,44 millions de téléspectateurs

- Katy Mixon (Betsy)
- Arthur Darbinyan (Joe)
- Joe Gieb (Ted)
- Jackie Zane (Bearded Lady)
- Verne Troyer (Circus Midget)

### Episode 8:Ouaf-Ouaf. Miaou. Meuh.
- États-Unis : 16 novembre 2009

- États-Unis : 13,69 millions de téléspectateurs

- Tricia Helfer (Gail)

Chelsea invite sa superbe colocataire d'université à rester à la maison le temps qu'elle se remette d'une mauvaise rupture.

### Episode 9:La laque pour cheveux du capitaine Terry
- États-Unis : 23 novembre 2009

- États-Unis : 13,91 millions de téléspectateurs

Charlie est dévasté d'apprendre qu'il ne satisfait pas Chelsea au lit et Alan essaye de soigner son début de calvitie avec des produits bon marché.

### Episode 10:On devrait plutôt les appeler les "salles de boules"
- États-Unis : 7 décembre 2009

- États-Unis : 14,84 millions de téléspectateurs

- Jeanette O'Connor (Debbie)
- Judith Drake (Cynthia)
- Robert Clotworthy (Annonceur de télévision)

Charlie découvre que Chelsea n'a pas été totalement honnete à propos de ses finances.

### Episode 11:Je vous préviens, c'est cochon
- États-Unis : 14 décembre 2009

- États-Unis : 16,37 millions de téléspectateurs

- Tinashe (Celeste Burnett)
- Carl Reiner (Marty Pepper)
- Ingrid Rogers (Keisha)
- Julia Kelleher (Brianna)

Charlie apprend à Jake l'art de l'infidélité pendant que sa petite amie est ailleurs pour Noel. Evelyn invite Marty Pepper, un producteur célèbre de la télévision, chez Charlie pour le repas de Noel.

### Episode 12:Les blagues de pétomane, les tartes et Céleste
- États-Unis : 11 janvier 2010

- États-Unis : 17,27 millions de téléspectateurs

- Ryan Stiles (Herb)
- Joe Dietl (Mike)

Jake écrit une chanson pour récupérer Céleste pendant qu'Alan et Herb essaient de cacher leur amitié à Judith.

### Episode 13:Ouais, pas de polypes!
- États-Unis : 18 janvier 2010

- États-Unis : 16,20 millions de téléspectateurs

- Stacy Keach (Tom)
- Meagen Fay (Martha)
- Ewan Chung (Attendant)
- Darryl Stephens (Homme n°1)
- Adam Powell (Homme n°2)

Charlie fait tout pour éviter de rencontrer les parents de Chelsea.

### Episode 14:Grossier et totalement déplacé
- États-Unis : 1er février 2010

- États-Unis : 16,51 millions de téléspectateurs

- Steven Eckholdt (Brad Harlow)
- Lilli Birdsell (Louanne)
- Mark Deklin (Marcus)
- Lisa Kaplan (voix GPS)

Résumé détaillé
Alan en vient aux mains avec un inconnu lors d'un rendez-vous galant, ce qui lui vaut un passage en prison. Il décide de prendre un avocat : Brad Harlow. Ce dernier propose à Charlie et Chelsea de participer à une œuvre de charité. Si Charlie refuse l'offre, Chelsea décide d'y aller...

### Episode 15:À tes ordres, Capitaine Égoïste
- États-Unis : 8 février 2010

- États-Unis : 17,66 millions de téléspectateurs

- Erin O'Shaughnessy (La mère)
- Jessica DiCicco (Jenny)

Résumé détaillé
Tandis que Chelsea est au gala de charité organisé par Brad, Charlie commence à imaginer qu'elle le trompe avec l'avocat...

### Episode 16:Elle faisait pipi comme une Princesse
- États-Unis : 1er mars 2010

- États-Unis : 16,86 millions de téléspectateurs

- Stacy Keach (Tom)
- John Amos (Ed)
- Katy Mixon (Betsy)
- Jeff Clarke (Sherman)
- Tabita Morella (Nicole)

Résumé détaillé
Charlie vit très mal sa rupture avec Chelsea. Désireux de trouver rapidement une nouvelle compagne, il retrouve Betsy, une masseuse et strip-teaseuse à mi-temps, qu'il avait déjà rencontrée et dans le lit de laquelle il s'était finalement retrouvé en compagnie d'Alan.

### Episode 17:J'ai retrouvé ta moustache
- États-Unis : 8 mars 2010

- États-Unis : 17,61 millions de téléspectateurs

- Stacy Keach (Tom)
- John Amos (Ed)
- Steven Eckholdt (Brad Howe)

Résumé détaillé
Après avoir croisé Chelsea au cinéma, Charlie se rend compte qu'il a toujours des sentiments pour elle. Les deux couchent finalement ensemble, mais le lendemain, Chelsea le quitte à nouveau. 

### Episode 18:On le fera pas en L.E.V.R.E.T.T.E
- États-Unis : 22 mars 2010

- États-Unis : 14,46 millions de téléspectateurs

- Tricia Helfer (Gail)
- Frances Fisher (Priscilla Honeycutt)
- Amy Hill (Mrs. Wiggins)

Résumé détaillé
Charlie tombe par hasard sur la meilleure amie de Chelsea, Gail. Il décide de la ramener chez lui. De son côté, Alan doit traiter les maux de dos d'une patiente particulièrement expressive...

### Episode 19:Keith Moon doit en vomir dans sa tombe
- États-Unis : 12 avril 2010

- États-Unis : 13,71 millions de téléspectateurs

- Courtney Thorne-Smith (Lyndsey Mackelroy)
- Graham Patrick Martin (Eldridge Mackelroy)
- Steffani Brass (Amy)
- Brooke Mackenzie (Beth)

 Alors qu’ils s’ennuient et ne savent pas quoi faire de leur temps, Eldridge l’ami de Jake lui propose de voler 12 bières dans le frigo de Charlie et d’aller se saouler sur la plage, lorsquî’ils reviennent ils sont malades comme des chiens.
Alan rencontre Lindsay la mère d’Eldridge et le courant entre eux semble passer.

### Episode 20:Je l'avais appelé Mr. Magoo
- États-Unis : 10 mai 2010

- États-Unis : 13,86 millions de téléspectateurs

- Courtney Thorne-Smith (Lyndsey Mackelroy)
- Graham Patrick Martin (Eldridge Mackelroy)
- Elizabeth Ho (Jasmine)

 Alan sort avec Lindsay la mère d’Eldridge le copain de Jake.
Charlie loue les services d’une escort asiatique mais lui demande de jouer le rôle de Chelsea.

### Episode 21:Un grand truc mou sur une béquille
- États-Unis : 17 mai 2010

- États-Unis : 13,28 millions de téléspectateurs

- Melanie Lynskey (Rose)
- Ming-Na Wen (Linda Harris)
- Emmanuelle Vaugier (Mia)
- Rachel Cannon (Chloe)
- Aja Evans (Emily)
- Justine Eyre (Gabrielle)
- Magdalena Holland (Svettlana)
- Rebecca McFarland (Leanne)
- Katy Mixon (Betsy)
- Jodi Lyn O'Keefe (Isabella)
- Missi Pyle (Delores Pasternak)
- Rena Sofer (Chrissy)
- Billy Gibbons (lui-même)
- Dusty Hill (lui-même)
- Frank Beard (lui-même)
- Martin Mull (Russell)
- Ronobir Lahiri (Dr Gollygupta)
- Nayo Wallace (Paulina)
- Jennifer Sparks (Danielle)

À la suite du décès du grand-père de Judith, Alan hérite d'une horloge de grande valeur qu'il doit récupérer à Sacramento. Pendant ce temps, Charlie, qui rencontre des troubles du sommeil, fume un joint en compagnie de Berta. 

### Episode 22:Oh, ça va mal finir
- États-Unis : 24 mai 2010

- États-Unis : 15,46 millions de téléspectateurs

- Stacy Keach (Tom)
- John Amos (Ed)
- Richard Whiten (Officier Bryan)
- Eben Ham (Officier Doogan)

Alan est invité à l'anniversaire de Chelsea, ce qui met Charlie en colère. Il ressort d’un placard un bracelet en diamant qu’il avait acheté deux mois auparavant car il s’était trompé sur la date d’anniversaire de Chelsea.
Il pense alors lui offrir même s’ils sont séparés.